# Юрченково (Чугуевский район)
Юрченково (укр. Юрченкове) — село,
Юрченковский сельский совет,
Чугуевский район,
Харьковская область, Украина.
Код КОАТУУ — 6325488501. Население по переписи 2001 года составляет 485 (221/264 м/ж) человек.
Является административным центром Юрченковского сельского совета, в который не входят другие населённые пункты.

## Географическое положение
Село Юрченково находится на берегу пересыхающей реки Сухома,
выше по течению на расстоянии в 5 км расположено село Журавка (Шевченковский район),
ниже по течению на расстоянии в 5 км расположено село Приморское.

## История
- 1645 — дата основания.
- В 1993 году в селе работали совхоз «Юрченковский», клуб, школа, быткомбинат, магазины райПО, отделение связи, автоматическая телефонная станция, сельский Совет.[1]

## Экономика
- «Агроресурс», ДчП ОАО «Слобожанский».

## Объекты социальной сферы
- Школа I—II ст.
- Дом культуры.
- Фельдшерско-акушерский пункт.

## Достопримечательности
- Братская могила советских воинов. Похоронено 53 человека.

## Известные люди
- Белоконь Кузьма Филимонович — Герой Советского Союза.
- Корнейко, Василий Харитонович — Герой Советского Союза.